# Oritrophium
 Oritrophium   (Kunth) Cuatrec., 1961 è un genere di piante angiosperme dicotiledoni della famiglia delle Asteraceae, sottofamiglia Asteroideae, tribù Astereae (Basal grade) e sottotribù Oritrophiinae.

## Etimologia
Il nome del genere deriva dalle parole greche "oros" (ὄρος), che significa "monte", e "trophē" (τροφή), che significa "nutrimento".
Il nome scientifico del genere è stato definito dai botanici Karl Sigismund Kunth (1788-1850) e José Cuatrecasas (1903-1996) nella pubblicazione " Ciencia; Revista Hispano-Americana de Ciencias Puras y Aplicadas. Mexico City" ( Ciencia (Mexico) 21: 21) del 1961.

## Descrizione

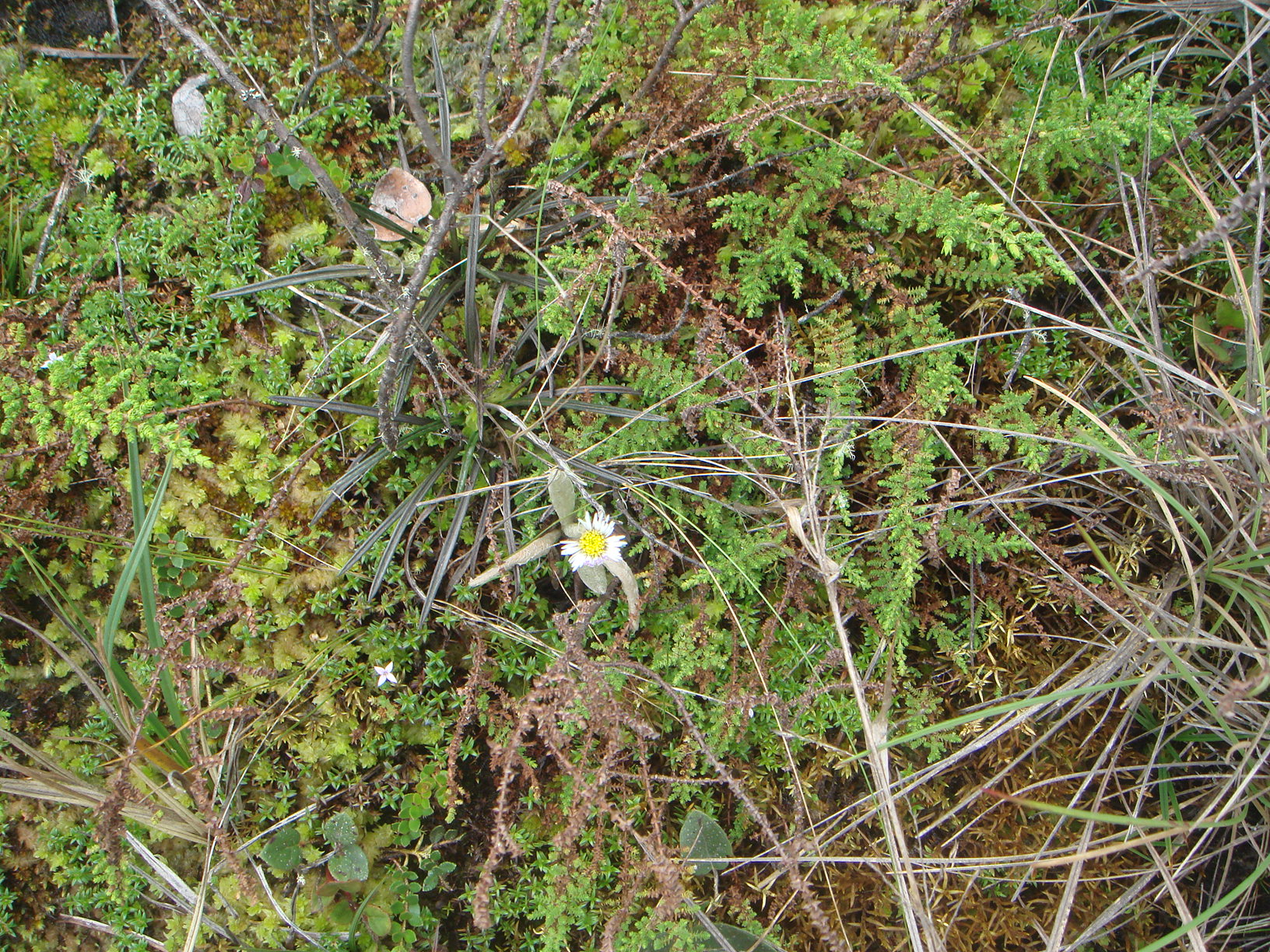
Il portamento
Oritrophium peruvianum

Portamento. Le specie di questo gruppo hanno un habitus di tipo erbaceo perenne.
Fusto. La parte aerea in genere è eretta e semplice. la parte sotterranea consiste in spessi rizomi da eretti a orizzontali.
Foglie. Le foglie, in rosette basali, sono disposte in modo alternato e sono più o meno sessili. Le forme variano da oblanceolate a lineari. Le nervature sono parallele e alle ascelle delle foglie sono presenti dei ciuffi di peli. Le superfici sono glabre, densamente pelose o sericee.
Infiorescenza. Le sinflorescenze sono scapose (capolini solitari). Le infiorescenze vere e proprie sono composte da un capolino terminale peduncolato (sotteso da brattee con forme lineari-subulate) di tipo discoide con fiori spesso omogami. I capolini sono formati da un involucro, con forme da ampiamente cilindriche a subemisferiche o elicoidali, composto da diverse brattee, al cui interno un ricettacolo fa da base ai fiori di due tipi: fiori del raggio e fiori del disco. Le brattee, con forme da lineari a oblungo-lanceolate e a consistenza erbacea, sono disposte in modo più o meno embricato e scalato su 2 - 3 serie. Il ricettacolo è provvisto (oppure no) di pagliette a protezione della base dei fiori; la forma è piatta o da convessa a conica.
Fiori.  I fiori sono tetra-ciclici (formati cioè da 4 verticilli: calice – corolla – androceo – gineceo) e pentameri (calice e corolla formati da 5 elementi). Si distinguono in:
- fiori del raggio (esterni): se presenti sono femminili su 1 - 2 serie con forme ligulate (struttura zigomorfa); le ligule sono contorte;
- fiori del disco (centrali): sono più numerosi con forme tubulose (attinomorfe); possono essere funzionalmente maschili e spesso hanno le ovaie sterili.

- Formula fiorale:

*/x K {\displaystyle \infty }, [C (5), A (5)], G 2 (infero), achenio
- Calice: i sepali del calice sono ridotti ad una coroncina di squame.

- Corolla: la forma della corolla alla base è più o meno imbutiforme, mentre all'apice è ligulata (i fiori del raggio) o lobata (i fiori del disco); i lobi, eretti, hanno una forma triangolare. I colori della corolla sono giallo (i fiori del disco) e bianco (i fiori del raggio).

- Androceo: l'androceo è formato da 5 stami sorretti da filamenti generalmente liberi; gli stami sono connati e formano un manicotto circondante lo stilo; le teche (produttrici del polline) alla base sono smussate; il tessuto endoteciale (rivestimento interno dell'antera) è quasi sempre polarizzato (con due superfici distinte: una verso l'esterno e una verso l'interno). Il polline è sferico con un diametro medio di circa 25 micron;  è tricolporato (con tre aperture sia di tipo a fessura che tipo isodiametrica o poro) ed è echinato (con punte sporgenti).[10][12]

- Gineceo: l'ovario è infero uniloculare formato da 2 carpelli.[6] Lo stilo (il recettore del polline) è profondamente bifido (con due stigmi divergenti) e con le linee stigmatiche marginali separate.[13] I due bracci dello stilo hanno una forma lineare e possono essere papillosi o ricoperti da ciuffi di peli.

Frutti. I frutti sono degli acheni con pappo; in alcune specie è presente un certo dimorfismo (gli acheni dei fiori del raggio differiscono dagli acheni dei fiori del disco);
- achenio: gli acheni, con fusiformi, hanno 5 nervature laterali; la superficie è ghiandolosa; la parete dell'achenio è formata da celle contenenti rafidi ma prive di fitomelanina; il carpoforo normalmente è anulare; le setole con punte a forma di ancora non sono presenti;
- pappo: il pappo è formato da una serie di setole scabre o barbate e persistenti.

## Biologia
Impollinazione: l'impollinazione avviene tramite insetti (impollinazione entomogama tramite farfalle diurne e notturne).

Riproduzione: la fecondazione avviene fondamentalmente tramite l'impollinazione dei fiori (vedi sopra).

Dispersione: i semi (gli acheni) cadendo a terra sono successivamente dispersi soprattutto da insetti tipo formiche (disseminazione mirmecoria). In questo tipo di piante avviene anche un altro tipo di dispersione: zoocoria. Infatti gli uncini delle brattee dell'involucro (se presenti) si agganciano ai peli degli animali di passaggio disperdendo così anche su lunghe distanze i semi della pianta. Inoltre per merito del pappo il vento può trasportare i semi anche a distanza di alcuni chilometri (disseminazione anemocora).

## Distribuzione e habitat
Le specie di questo genere sono distribuite in Messico e Sudamerica settentrionale

## Sistematica
La famiglia di appartenenza di questa voce (Asteraceae o Compositae, nomen conservandum) probabilmente originaria del Sud America, è la più numerosa del mondo vegetale, comprende oltre 23.000 specie distribuite su 1.535 generi, oppure 22.750 specie e 1.530 generi secondo altre fonti (una delle checklist più aggiornata elenca fino a 1.679 generi). La famiglia attualmente (2021) è divisa in 16 sottofamiglie; la sottofamiglia Asteroideae è una di queste e rappresenta l'evoluzione più recente di tutta la famiglia.

### Filogenesi
La tribù Astereae (una delle 21 tribù della sottofamiglia Asteroideae) comprende circa 40 sottotribù. In base alle ultime ricerche nella tribù sono stati individuati (provvisoriamente) 5 principali lignaggi:
- Basal grade: include alcuni generi isolati, il gruppo "South American-Oceania",  alcune sottotribù africane e il gruppo dei generi legnosi del Madagascar.
- Bellis lineage: comprende le sottotribù eurasiatiche e una sottotribù africana.
- Aster lineage: include i generi asiatici di Asterinae e i principali gruppi dell'Australia e dell'Oceania.
- Baccharis lineage: include alcuni gruppi sudamericani.
- North American lineage: include la vasta gamma di sottotribù del Nordamerica, Messico e alcuni gruppi distribuiti nel Sudamerica.

Il genere  Oritrophium  (insieme alla sottotribù Oritrophiinae) è incluso nel lignaggio "Basal grade". In particolare fa parte del sottogruppo relativo agli areali del Sudamerica. Le specie di questo gruppo sono caratterizzate da un livello di ploidia 2x o 4x.
In precedenti trattazioni questo genere è descritto all'interno della sottotribù Hinterhuberinae (ora sinonimo della sottotribù Baccharidinae).
I caratteri distintivi del genere di questa voce sono:
- gli steli sono semplici ed eretti;
- le foglie sono raccolte in rosette basali;
- gli acheni sono ghiandolosi;
- il pappo è composto da setole scabre e barbate.

Il numero cromosomico delle specie di questo genere è: 2n = 18 (la base è n = 9).

### Elenco delle specie
Questo genere ha 24 specie:
- Oritrophium aciculifolium  Cuatrec.
- Oritrophium blepharophyllum (S.F.Blake) Cuatrec.
- Oritrophium callacallense  Cuatrec.
- Oritrophium cocuyense (Cuatrec.) Cuatrec.
- Oritrophium crocifolium (Kunth) Cuatrec.
- Oritrophium durangense  G.L.Nesom
- Oritrophium ferrugineum (Wedd.) Cuatrec.
- Oritrophium figueirasii  Cuatrec.
- Oritrophium granatum  Cuatrec.
- Oritrophium hieracioides (Wedd.) Cuatrec.
- Oritrophium hirtopilosum (Hieron.) Cuatrec.
- Oritrophium limnophilum (Sch.Bip.) Cuatrec.
- Oritrophium llanganatense  Sklenář & H.Rob.
- Oritrophium marahuacense  Steyerm. & Maguire
- Oritrophium mucidum Cuatrec.
- Oritrophium nevadense (Wedd.) Cuatrec.
- Oritrophium ollgaardii  Cuatrec.
- Oritrophium orizabense  G.L.Nesom
- Oritrophium paramense (Aristeg. & Cuatrec.) Aristeg.
- Oritrophium peruvianum (Lam.) Cuatrec.
- Oritrophium repens (Kunth) Cuatrec.
- Oritrophium tergoalbum (Cuatrec.) Cuatrec.
- Oritrophium venezuelense (Steyerm.) Cuatrec.
- Oritrophium yacuriense  Arnelas & J.Calvo